# Iglesia de Santa María de Cárdaba
La iglesia de Santa María de Cárdaba es una iglesia católica, de estilo románico que se encuentra en la localidad de Pecharromán, perteneciente al municipio de Valtiendas, en la provincia de Segovia. La iglesia formó parte del antiguo monasterio de Santa María de Cárdaba que fue un priorato benedictino. Es de propiedad privada y se encuentra en la carretera que une Sacramenia con Pecharromán, dentro de una finca particular, pero se puede visitar. Está declarado Monumento Histórico Artístico. El lugar se llamó desde antiguo «Coto de Cárdaba».

## Descripción
La iglesia de Santa María de Cárdaba tiene planta de una sola nave cubierta con bóveda de cañón, más un ábside semicircular con tramo recto. Los muros de la nave fueron construidos con grandes sillares de piedra tobiza en los siglos IX y X, y el ábside con sillares regulares de piedra caliza en los siglos XI o XII. Todo apunta, pues, a que el edificio fue levantado en el mismo lugar donde estaría el anterior mozárabe y que en él se reutilizaron materiales procedentes de éste.
Estas dos épocas se pueden apreciar en lo constructivo y en lo decorativo tanto exterior como interiormente. En el exterior, el ábside aparece dividido en dos tramos, el curvo y el recto, y todo él se halla recorrido por una imposta, como a un metro de la base, y en su parte baja va decorada con taqueado. El alero está sostenido por una cornisa de piedra cuyos canecillos o son lisos o están decorados de forma muy esquemática con distintos motivos. Está compartimentado en cinco tramos por cuatro baquetones adosados a modo de contrafuertes, que aunque sobrepasan la imposta citada no llegan hasta el suelo, y lucen capiteles con decoración geométrica. Entre estas semicolumnas se abren tres pequeñas ventanas abocinadas con aspillera y orladas por una arquivolta abocelada que va resguardada por una chambrana que lleva la misma decoración de tacos que la imposta.

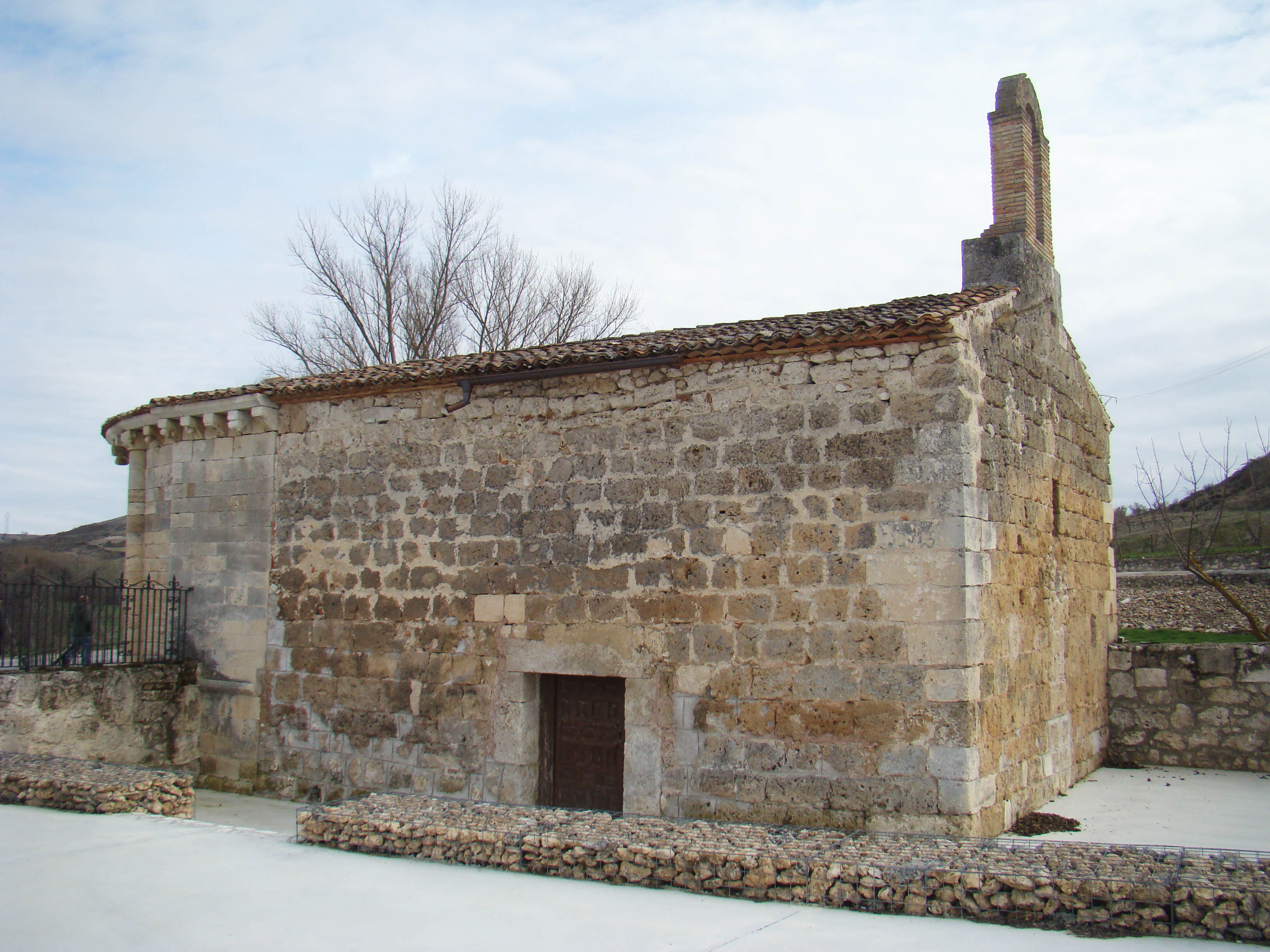
Muro norte.
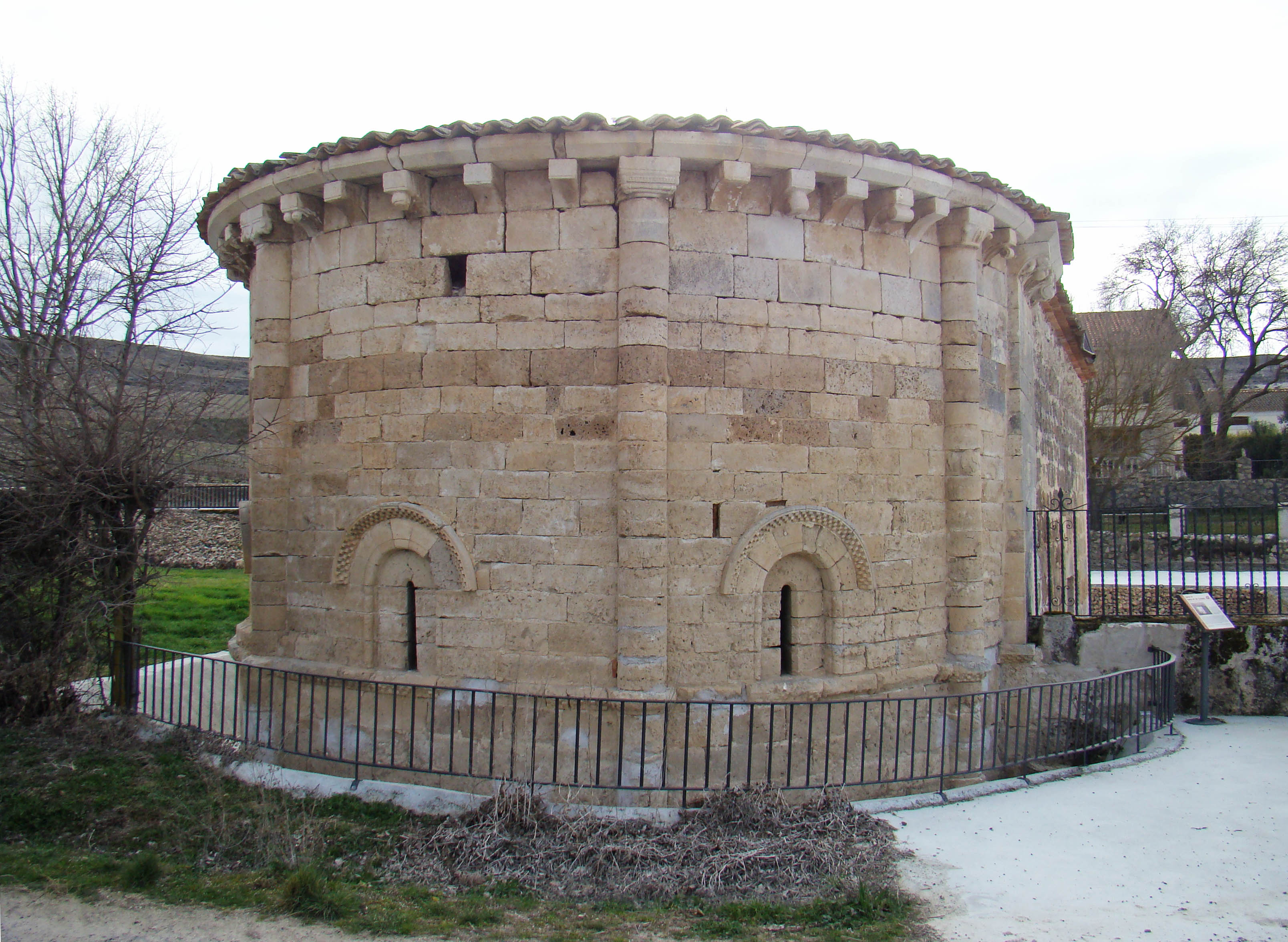
Ábside.
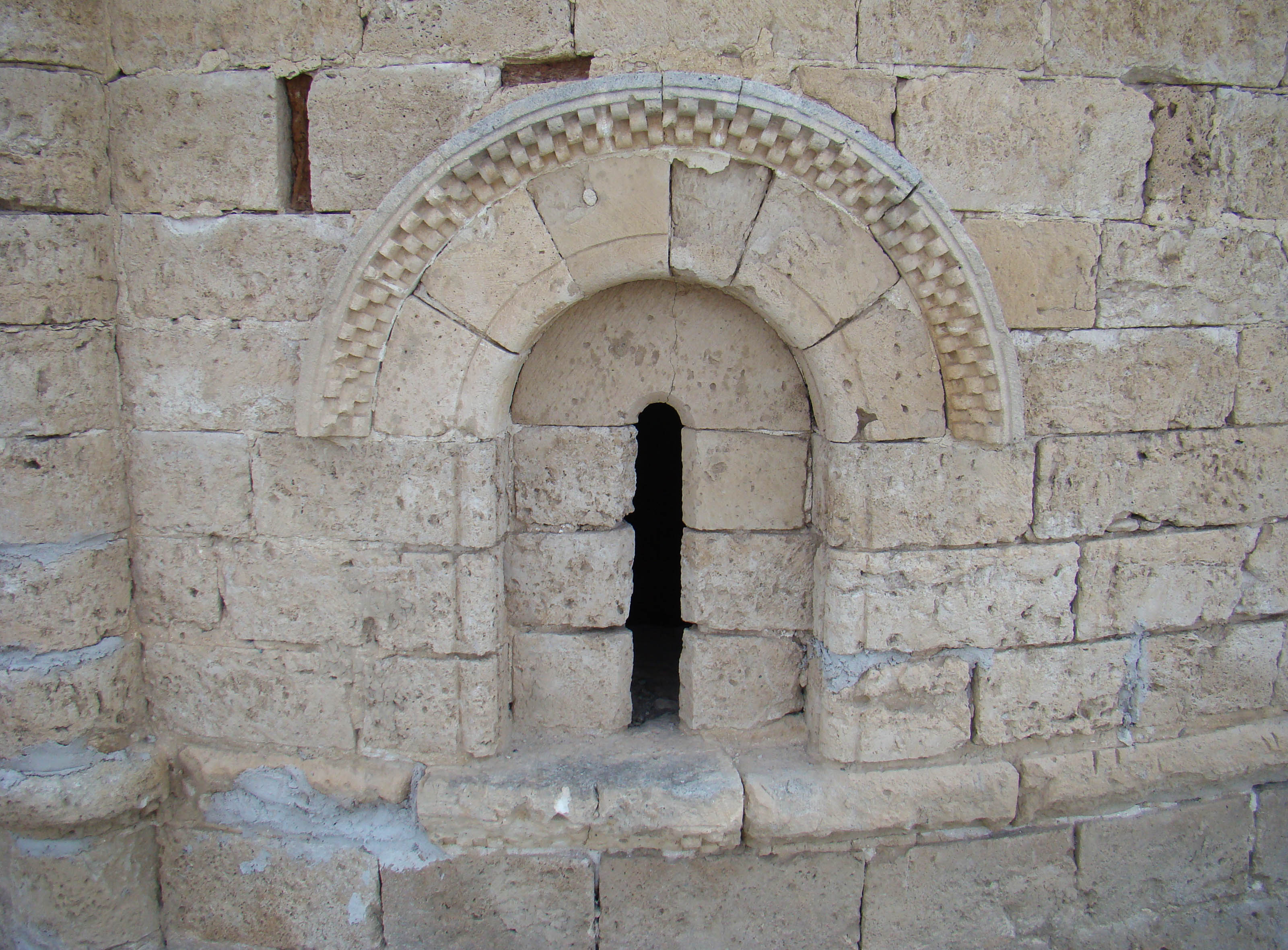
Ventana.
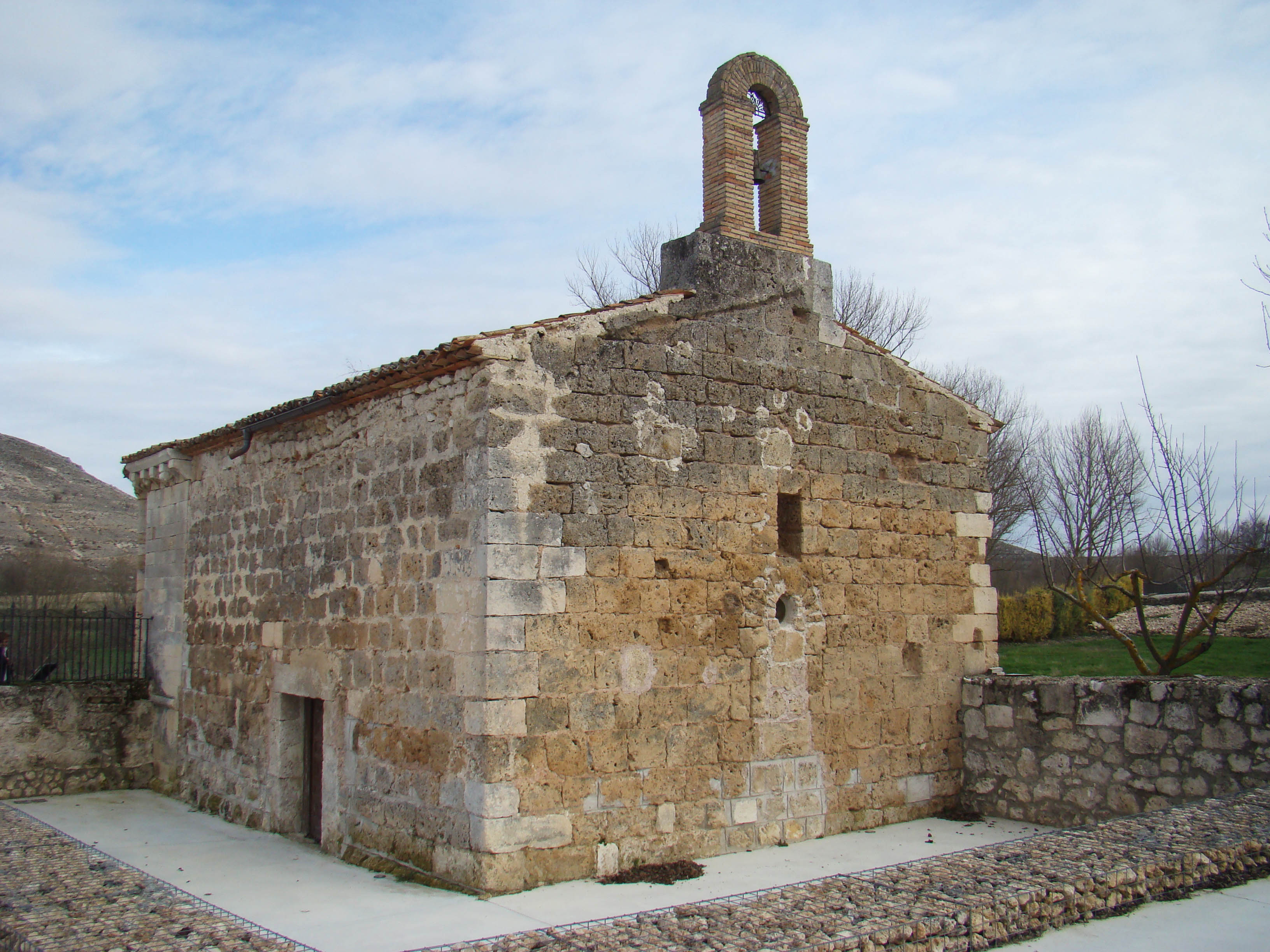
Muro oeste.

Los muros norte y sur se rematan con una doble cornisa de tejas sobre una hilada de ladrillos. En ellos se aprecia de forma clara la diferencia de material con respecto al ábside. La puerta de acceso, adintelada, se halla en el muro que mira al norte, y fue construida en época posterior a la del resto de la nave.
El muro de poniente tiene en su parte central inferior una ventana con arco de herradura mozárabe que fue tapiada, y sobre ella hay otra pequeña rectangular abierta posteriormente. La fachada se remata en una pequeña espadaña de ladrillo que sustituiría a la primitiva como nos dan a entender los sillares de piedra de la base.
En el interior se aprecian con nitidez las dos fases constructivas. El ábside está compartimentado en dos tramos por un arco fajón, uno semicircular, con las tres ventanas abocinadas y bóveda de horno, y el otro recto con bóveda de cañón. Está recorrido en horizontal por dos impostas, la más baja de las cuales está ornamentada en su parte de arriba en la zona de la Epístola con rosetas. Este sector está ligeramente más elevado que el resto de la nave, y en él hay un banco de obra donde iba el retablo. Tiene arco triunfal, que separa este espacio del de la nave.
Las paredes de la nave tienen una anchura mayor que las del ábside, están construidas con piedra tobiza y presentan restos de revoco. Dos sólidos arcos fajones sustentan la bóveda de medio cañón, que está elaborada con pequeños sillares bastante irregulares.
El trabajo rústico de los canteros de este edificio no se asemeja en nada al taller de Fuentidueña que dejó su huella en otros monumentos de la provincia, como en San Andrés de Pecharromán, en San Vicente de Fuentesoto, San Miguel de Bernuy y otros.